# Galeria Valeria

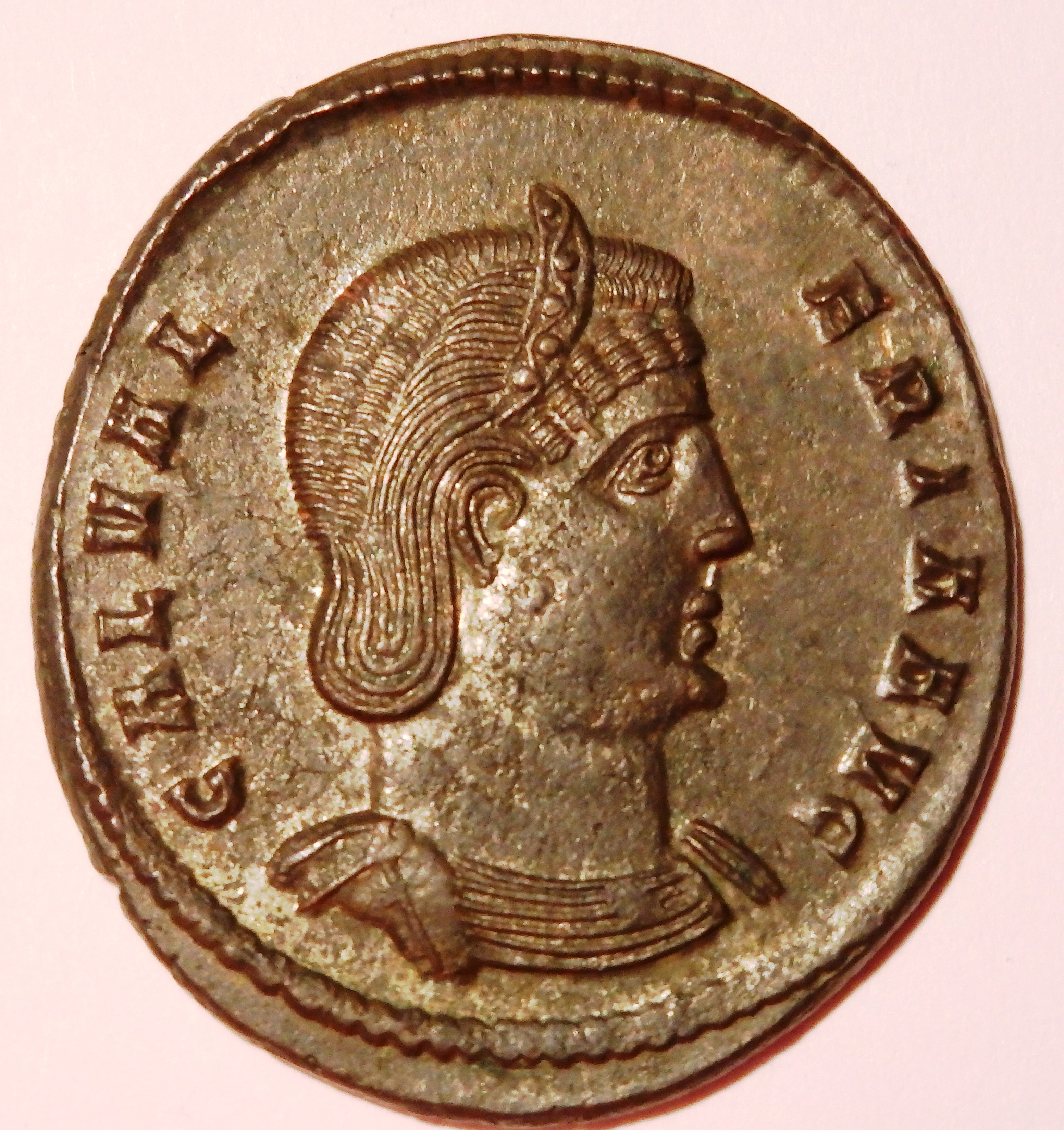
Porträt der Galeria Valeria auf Bronzefollis

Galeria Valeria († wahrscheinlich 315) war eine spätantike römische Kaiserin.
Valeria war Tochter des Kaisers Diokletian, der seit 284 das Römische Reich regierte, und der Prisca. Als ihr Vater 293 eine neue Herrschaftsform einführte, in der nunmehr vier Kaiser regierten (Tetrarchie), wurde sie mit Galerius verheiratet, einem der neuen Caesares (untergeordnete Mitkaiser). Im Rahmen der Neustrukturierung der Provinzen unter Diokletian nannte Galerius eine der neuen Provinzen in Pannonien nach ihr Valeria. Galeria adoptierte Candidianus, einen illegitimen Sohn des Galerius. Als Diokletian 305 gemeinsam mit seinem Mitkaiser Maximian als aktiver Herrscher zurücktrat, wurde Valerias Mann Galerius Augustus. Seine Frau ernannte er – als einziger der Tetrarchen – zur Augusta und zur mater castrorum („Mutter des Heerlagers“). Sie wurde damit nominell in denselben Rang wie ihr Mann erhoben.
Nach dem Tod des Constantius 306 geriet das Römische Reich in die Krise, das tetrarchische System fiel in einer Reihe von Bürgerkriegen nach und nach in sich zusammen (siehe Auflösung der römischen Tetrarchie). Galerius kämpfte für den Erhalt der Tetrarchie, bis er 311 starb. Nach seinem Tod wurde die Situation für Galeria gefährlich: Zunächst musste sie mit ihrer Mutter und ihrem Stiefsohn vor Licinius fliehen, der sich Galerius’ Provinzen unrechtmäßig aneignete. Sie floh zum legitimen Erben ihres Mannes, Maximinus Daia, ebenfalls Kaiser im Osten. Um seine Herrschaft zusätzlich zu legitimieren, wollte Maximinus Valeria angeblich heiraten, was diese jedoch ablehnte. Daraufhin konfiszierte Daia ihr Vermögen und verbannte sie nach Syrien. Im Bürgerkrieg zwischen Maximinus Daia und Licinius siegte 313 letzterer. Er befahl sofort, Valeria hinrichten zu lassen. Diese konnte jedoch zunächst fliehen und versteckte sich 15 Monate vor den Häschern des Licinius, bis sie schließlich doch gefangen genommen und gemeinsam mit ihrem Stiefsohn Candidianus hingerichtet wurde.
Der christliche Schriftsteller Lactantius berichtet, dass Valeria Christin gewesen sei und während der Christenverfolgungen, die Diokletian 303 anordnete, gezwungen worden sei, den alten Göttern zu opfern. Auf Münzen, die der Augusta zu Ehren geprägt wurden, wird ihr Kopf ähnlich wie auf den Porträts der Tetrarchen quadratisch dargestellt. Damit drückte Galerius ihre Zugehörigkeit zur tetrarchischen Dynastie der Iovier aus.